# 처녀 사공
"처녀 사공"(A She-Sailor)은 한국에서 제작된 최현민 감독의 1973년 드라마 영화이다. 남궁원 등이 주연으로 출연하였고 김진관 등이 제작에 참여하였다.

## 출연

### 주연
- 남궁원
- 윤미라
- 박암

### 조연
- 이기홍
- 김태연
- 송미남
- 김영애
- 유장현

## 기타
- 제작부장: 박재규
- 제작진행: 라종열
- 촬영부: 장석훈
- 조명: 김강일
- 조명부: 김동호
- 스틸: 이태성
- 조감독: 천성육
- 스크립터: 김송원
- 음향: 최형래
- 사운드: 손인호
- 현상: 한국천연색